# Świąteczna gorączka 2
Świąteczna gorączka 2 (ang. Jingle All the Way 2) – amerykańska świąteczna komedia familijna z 2014 roku w reżyserii Alexa Zamma i według scenariusza Stephena Mazura.

## Fabuła
Dwóch zdecydowanych na wszystko ojców prowadzi otwartą wojnę o tytuł najlepszego taty, który zorganizuje najwspanialszą Gwiazdkę. Rozrywkowy, wyluzowany tata Larry podejmuje trud znalezienia idealnego prezentu dla swojej ośmioletniej córeczki, Noel. Najpopularniejsza zabawka sezonu, miś Harrison, jest wyprzedana i nieosiągalna, lecz gdy Larry dowiaduje się, że właśnie o niej marzy Noel, nie cofnie się przed niczym, by ją zdobyć i uszczęśliwić swoją małą dziewczynkę. Na drodze stoją mu nie tylko braki w zaopatrzeniu, ale przede wszystkim Victor, nowy ojczym Noel, który postanowił, że to on właśnie będzie tym idealnym tatą, który spełni jej świąteczne marzenie..

## Produkcja
Zdjęcia do filmu zrealizowano w miejscowości Fort Langley w Kolumbii Brytyjskiej (Kanada).

## Obsada
- Larry the Cable Guy – Larry
- Brian Stepanek – Victor Baxter
- Kennedi Clements – Noel
- Anthony Carelli – Claude
- Lauren K. Robek – Trish
- Meredith McGeachie – Janie
- Matty Finochio – Jeffery
- Eric Breker – Welling
- David Milchard – sfrustrowany ojciec
- Lindsay Maxwell – atrakcyjna pracownica
- Gracyn Shinyei – Mała G
- Henry Mah – niezadowolony mężczyzna
- Maria J. Cruz – niezadowolona kobieta
- Jesse Filkow – chłopiec w sklepie zabawkami
- R. David Stephens – parafianin
- Alex Zamm – Miś Harrison (głos)
- Rachel Hayward – Maggie
- Brenda Crichlow – reporterka telewizyjna Margo
- Reno Collier – prowadzący
- Nicholas Harrison – Eddie
- Jeff Gulka – Elf
- Joyce Robbins – Rita
- Jacqueline Robbins – Laraine
- Jillian Fargey – recepcjonistka Betsy
- Broadus Mattison – policjant[6]